# كرايغ وليامز (سياسي)
كرايغ وليامز (بالإنجليزية: Craig Williams)‏ هو سياسي بريطاني، ولد في 7 يونيو 1974. حزبياً، نشط في حزب المحافظين. في الانتخابات العامة في المملكة المتحدة 2015، انتخب عضو برلمان المملكة المتحدة الـ56 عن دائرة كارديف الشمالية وقد انضم خلال فترته النيابية ‏ (8 مايو 2015 – 3 مايو 2017) للكتلة البرلمانية حزب المحافظين.